# Langschwanz-Erdracke

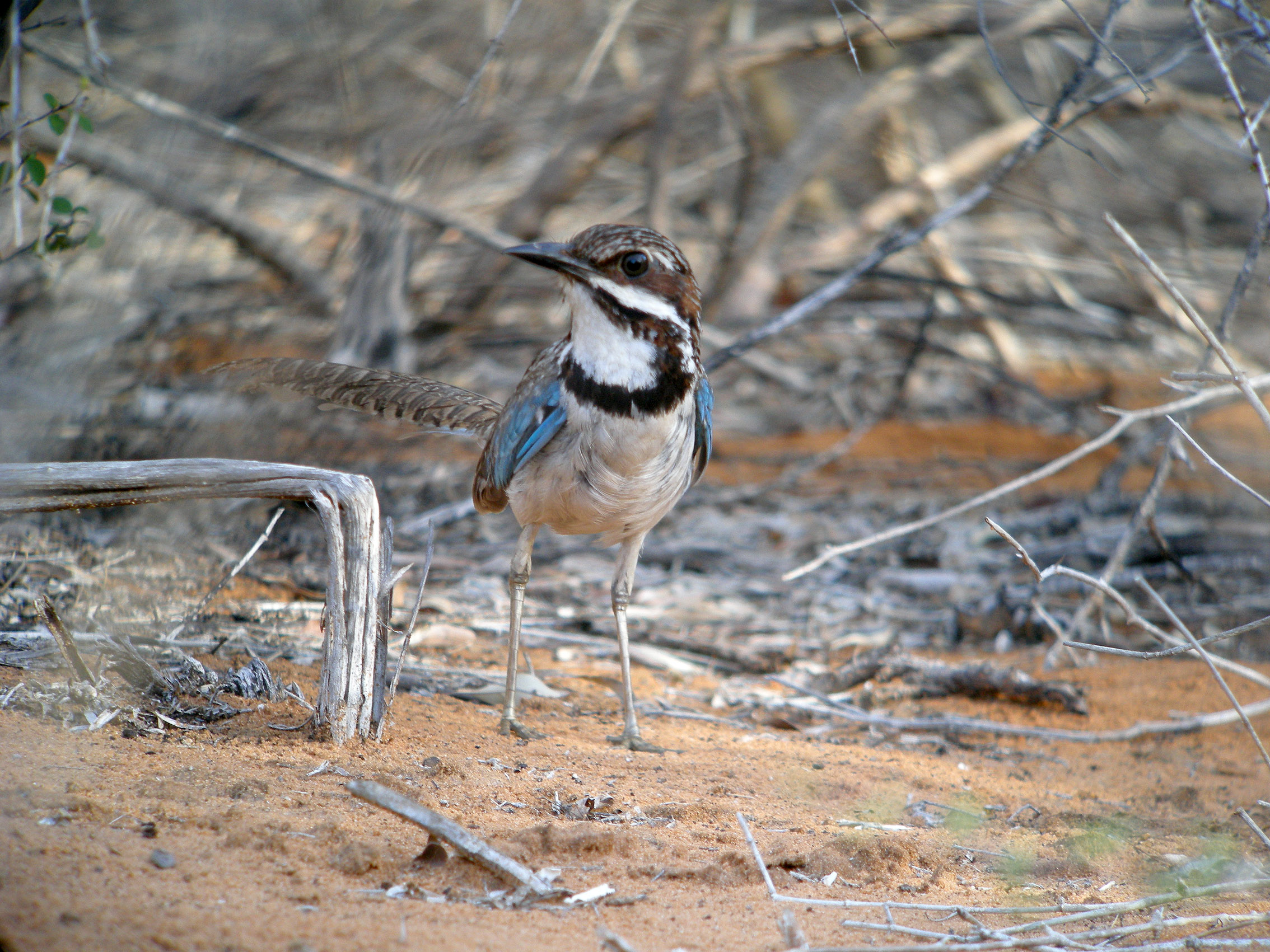
Vorderansicht

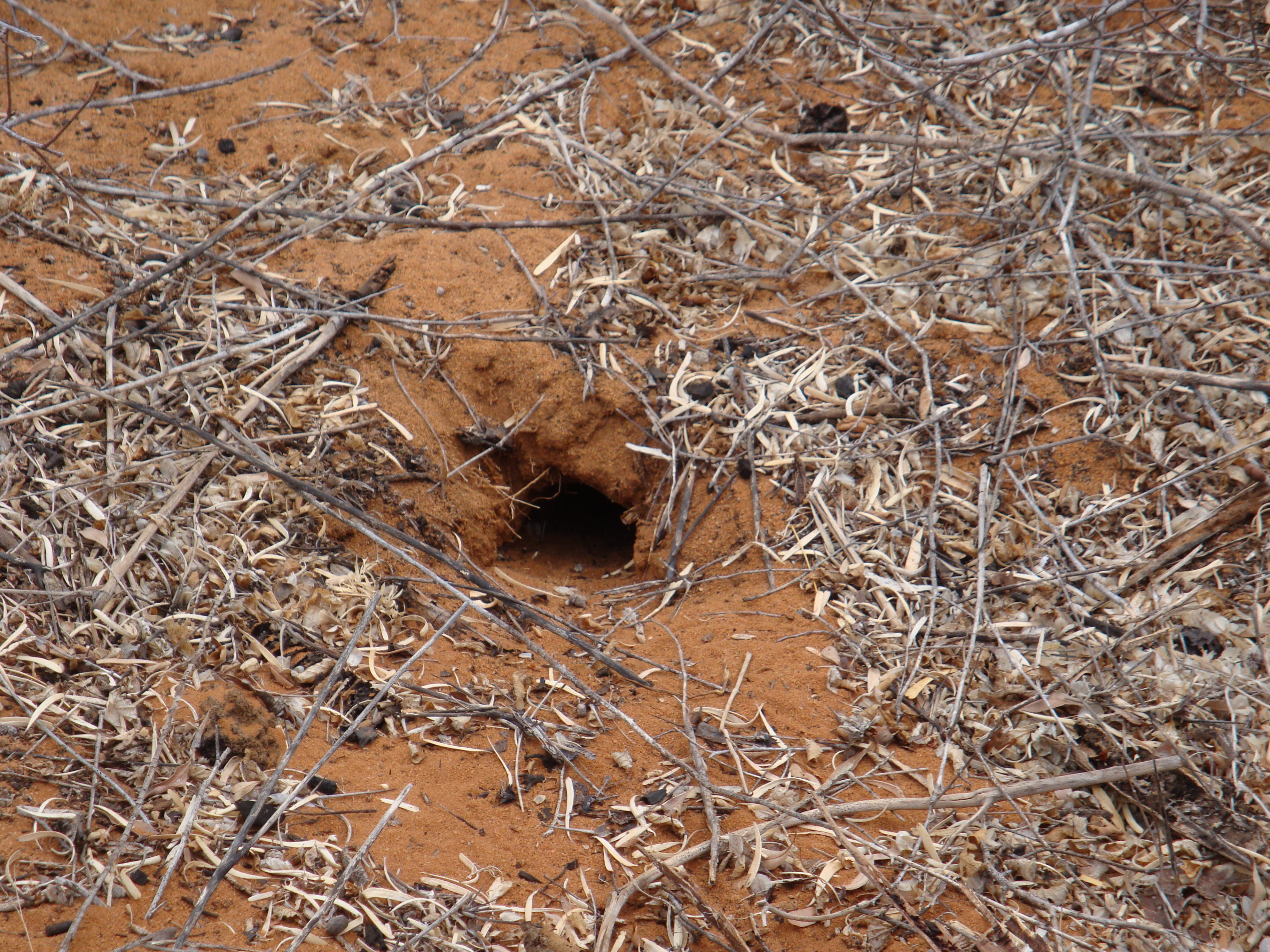
Nisthöhleneingang

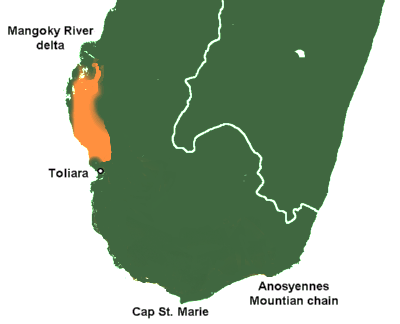
Verbreitungsgebiet auf Madagaskar (orange)

Die Langschwanz-Erdracke (Uratelornis chimaera) ist ein endemisch auf Madagaskar vorkommender Vogel aus der Familie der Erdracken (Brachypteraciidae).

## Merkmale
Langschwanz-Erdracken erreichen inklusive Schwanz eine Körperlänge von 34 bis 47 Zentimetern. Auf den Schwanz entfallen dabei maximal 28,5 Zentimeter. Kopf, Nacken und Rücken sind hellbraun und mit schmalen dunkelbraunen Streifen und Sprenkeln versehen. Die weiße Kehle ist von einem breiten schwarzbraunen Band eingefasst. Brust und Bauch sind cremefarben. Die Spitzen der Arm- und Handschwingen sind bläulich. Die langen Schwanzfedern sind braun gescheckt. Zwischen den Geschlechtern besteht praktisch kein Sexualdimorphismus. Die Weibchen zeigen ähnliche Zeichnungsmuster wie die Männchen, sind geringfügig kleiner und unterscheiden sich lediglich durch ein schmaleres dunkles Kehlband sowie die etwas kürzeren Schwanzfedern. Der Schnabel ist bei beiden Geschlechtern schwarz, die Iris braun. Die langen Beine haben eine blasse rötliche Farbe.

## Stimme
Der territoriale Ruf des Männchens besteht aus einer Abfolge von meist acht bis neun weichen, wie ‚buubuubuu…‘ klingenden Noten. Er wird aus niedriger Höhe vorgetragen und ist bis in eine Entfernung von 200 Metern zu hören. Bevorzugter Zeitraum für die Lautäußerungen ist morgens zwischen 5:30 und 6:15 Uhr sowie abends zwischen 18:40 und 19:15 Uhr.

## Verbreitung und Lebensraum
Das Verbreitungsgebiet der Langschwanz-Erdracke umfasst ein ca. 10.500 km² großes Küstengebiet zwischen den Städten Morombe und Toliara im Westen Madagaskars. Sie besiedelt bevorzugt mit Didiereaceaearten und Affenbrotbäumen (Adansonia) bestandene Steppengebiete.

## Lebensweise
Die Vögel ernähren sich in erster Linie von verschiedenen Wirbellosen, beispielsweise von Ameisen, Käfern, Schmetterlingen, Larven, Schaben, Heuschrecken, Landasseln und Würmern. Die Nahrung wird durch schnelles Laufen oder durch Wenden von Laub am Boden erbeutet. Generell halten sie sich bevorzugt am Boden auf und fliegen nur ungern. Die Brutsaison fällt in die Monate Oktober bis Januar. Die Paare leben monogam und besiedeln feste Territorien. Die Nesthöhle wird mit dem Schnabel und den Füßen in den sandigen Boden gegraben. Die schräg abwärts geneigte Zugangsröhre ist ca. 0,8 bis 1,2 Meter lang. Am Ende befindet sich eine Nestkammer mit einem Durchmesser von rund 20 Zentimetern, die mit trockener Vegetation ausgepolstert wird. Jedes Paar gräbt ein bis sechs Nester pro Saison, aber nur eins wird schließlich verwendet und mit zwei bis vier weißen Eiern bestückt. Nach dem Schlüpfen werden die Jungen von beiden Eltern gefüttert und fliegen nach 24 bis 26 Tagen aus.

## Gefährdung
Die Langschwanz-Erdracke ist in ihrem relativ kleinen Verbreitungsgebiet zwar nicht selten, jedoch aufgrund von Urbarmachung einiger ihrer Lebensräume im leichten Rückgang begriffen. Außerdem werden ihre im Boden liegenden Nester zuweilen von eingeschleppten Hausratten (Rattus rattus) geplündert. Auch wandernde Viehherden tragen zur Zerstörung einzelner Nisthöhlen bei. Die Langschwanz-Erdracke wird demzufolge von der Weltnaturschutzorganisation IUCN als gefährdet (vulnerable) klassifiziert.